# CJ E&M
CJ E&M (acrônimo para CJ Entertainment & Media) é uma empresa sul-coreana de entretenimento e mídia de massa do CJ Group em 2011. Em julho de 2018, a CJ E&M tornou-se uma divisão da CJ ENM.

## História
A CJ E&M foi estabelecida como O Media Holdings em 2010.
Em 2011, a empresa renomeou para CJ E&M (abreviação de Cheil Jedang Entertainment & Media) após a fusão de sete empresas do CJ Group: CJ Media, On-Media, Mnet Media, CJ Entertainment, CJ Games, CJ Internet e a divisão de mídia do CJ O Shopping.
Em 2016, a CJ E&M instalou sua sede no Sudeste Asiático em Hong Kong, em uma tentativa de expandir o principal plano de desenvolvimento do grupo na Ásia.
Em 2018, a CJ E&M estabeleceu um escritório em Cingapura para promover a distribuição de canais e o suporte de vendas de publicidade da empresa na região. Em maio de 2018, foi anunciado que a CJ E&M e a CJ O Shopping se fundiram na nova empresa CJ ENM (CJ Entertainment and Merchandising), que será lançada em 1º de julho.

## Empresas

### Atual
Media Content Division - operando como empresa de mídia e produção de programas de televisão.
- - Mnet na Coreia do Sul, no Japão e os Estados Unidos.
  - tvN na Coreia do Sul, no Sudeste Asiático, na África, e nos Estados Unidos
  - XtvN
  - O tvN
  - OnStyle
  - O'live
  - OCN
  - Channel CGV
  - SUPER ACTION
  - CATCH ON
  - Chunghwa TV
  - OGN
  - Tooniverse
  - DIA TV
  - UXN
  - English Gem
  - Studio Dragon[7]
  - JS Pictures

Film Division - operando como uma produtora de filmes, editora de filmes, produção de filmes de investimento.
- - CJ Entertainment
  - Cinema Service
  - Filament Pictures

Music Division - atuando como gestora de artistas, gravadora, produtora de música, gestão de eventos, produtora de shows, editora de música e empresa de investimentos em entretenimento.
- - Stone Music Entertainment (principal gravadora)
  - MMO Entertainment
  - HIGHUP Entertainment
  - Jellyfish Entertainment
  - Hi-Lite Records
  - AOMG
  - Amoeba Culture
  - SWING Entertainment
  - Off The Record Entertainment
  - LM Entertainment

Convention Division - atuando como produtora de shows, produção de festivais e produção de evento premiado.
- - MAMA
  - KCON
  - Valley Rock Music & Arts Festival
  - Get It Beauty CON
  - OLive CON

Performing Arts Division - operando como uma empresa de produção teatral.
Animation - operando como produtora de animação, editora de animação, produção de investimento em animação e conteúdo de animação de merchandising.
- - Studio Bazooka[9]

Media Solution - desenvolvimento e produção de conteúdo de marketing e fornecimento de soluções integradas de marketing.

### Antigo
- CJ E&M Game Division - editora e desenvolvedora de jogos - desmembrada em 2014 como uma empresa independente chamada CJ Netmarble.[10]